# Utkir Kurbanov
Utkir Kurbanov (3 de febrero de 1983) es un deportista uzbeko que compitió en judo. Ganó dos medallas de bronce en los Juegos Asiáticos en los años 2006 y 2010, y dos medallas de bronce en el Campeonato Asiático de Judo en los años 2007 y 2008.

## Palmarés internacional
| Juegos Asiáticos    | Juegos Asiáticos     | Juegos Asiáticos  | Juegos Asiáticos |
| Año                 | Lugar                | Medalla           | Categoría        |
| ------------------- | -------------------- | ----------------- | ---------------- |
| 2006                | Doha (Catar)         | Medalla de bronce | –100 kg          |
| 2010                | Cantón (China)       | Medalla de bronce | Abierta          |
| Campeonato Asiático |                      |                   |                  |
| Año                 | Lugar                | Medalla           | Categoría        |
| 2007                | Kuwait (Kuwait)      | Medalla de bronce | –100 kg          |
| 2008                | Jeju (Corea del Sur) | Medalla de bronce | –100 kg          |